# Ross Partridge

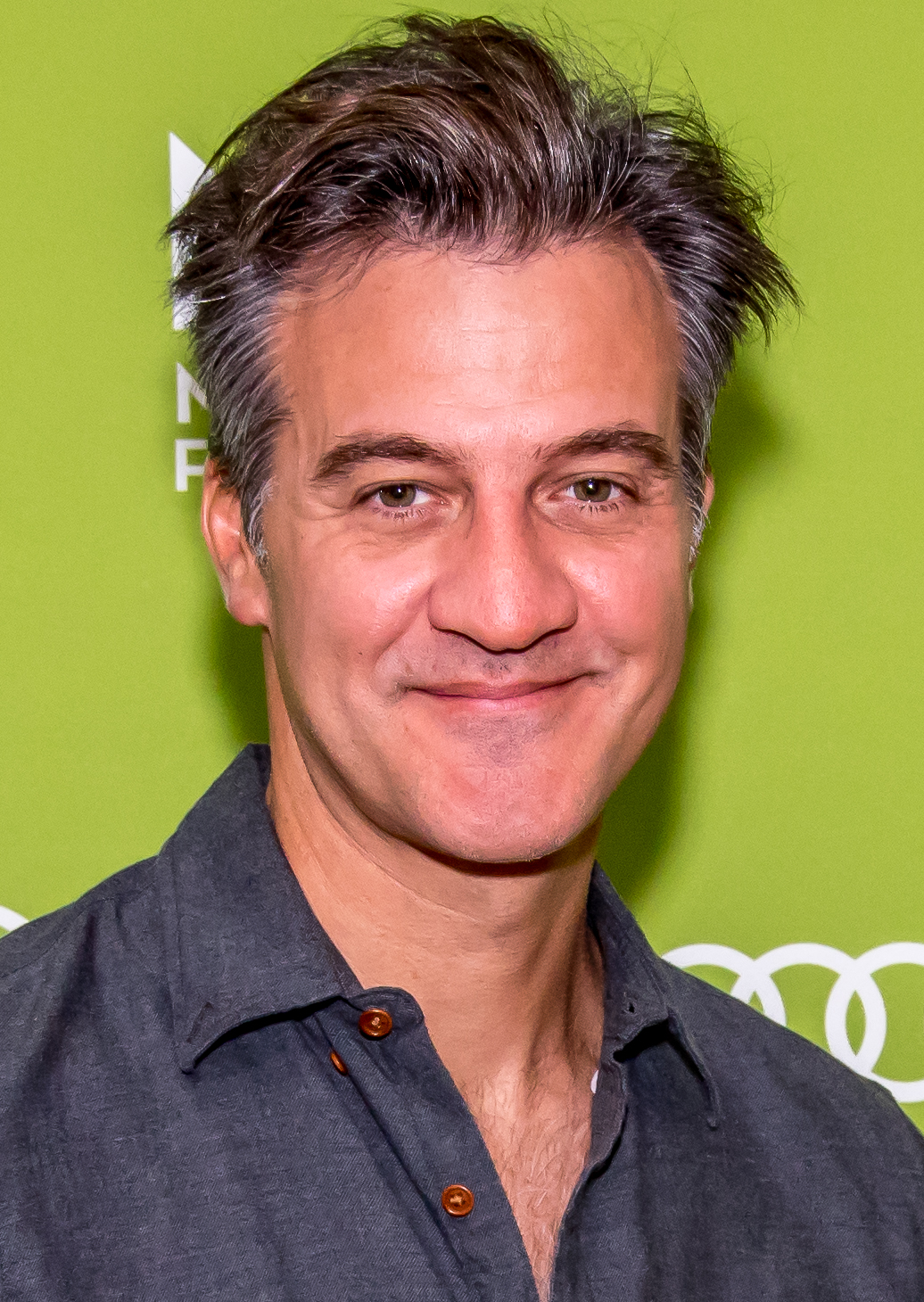
Ross Partridge (2015)

Ross Partridge (* 26. Februar 1968 in New York City) ist ein US-amerikanischer Schauspieler und Regisseur.

## Leben
Partridge wurde im New Yorker Stadtteil Kingston geboren.
1992 hatte er seine erste Filmrolle in Kuffs – Ein Kerl zum Schießen. Im Film Amityville – A New Generation spielte er ein Jahr später die Hauptrolle des Keyes Terry.
Seinen bisher größten Erfolg hatte Partridge 2015 als Regisseur und Drehbuchautor des Films Lamb, in dem er auch die Hauptrolle übernahm.
Danach übernahm er kleinere Rollen in Serien wie Billions, Stranger Things und 9-1-1. In der Anthologie-Serie Room 104 wirkte er außerdem in 24 Episoden als ausführender Produzent mit.
Er ist seit 2016 mit der Schauspielerin Jennifer Lafleur verheiratet.

## Filmografie (Auswahl)
- 1992: Kuffs – Ein Kerl zum Schießen
- 1993: Amityville – A New Generation
- 1997: Vergessene Welt: Jurassic Park
- 1999: Black & White – Gefährlicher Verdacht
- 2007: Jung und Leidenschaftlich – Wie das Leben so spielt
- 2008: Baghead
- 2008: Prom Night
- 2010: Feed the Fish
- 2011: The Off Hours
- 2011: How to Make It in America (Fernsehserie, 3 Folgen)
- 2013: Mutual Friends
- 2014: The Midnight Swim – Schwestern der Nacht
- 2015: Vor ihren Augen
- 2015: The Mentalist (Fernsehserie, 1 Folge)
- 2015: Lamb
- 2015: Battle Creek (Fernsehserie, 1 Folge)
- 2016: Stranger Things (Fernsehserie)
- 2017: Billions (Fernsehserie, 3 Folgen)
- 2017: Room 104 (Fernsehserie)
- 2018: 9-1-1 (Fernsehserie, 1 Folge)
- 2018: Casual (Fernsehserie, 1 Folge)
- 2018: Ballers (Fernsehserie, 1 Folge)
- 2018: Blindspot (Fernsehserie, 1 Folge)
- 2020: The Evening Hour
- 2020: Fully Realized Humans
- 2021: Don’t Look Up
- 2022: The Blacklist (Fernsehserie, 2 Folgen)
- 2022: The Rookie (Fernsehserie, 1 Folge)
- 2023: Daisy Jones & the Six (Miniserie, 10 Folgen)
- 2023: Barry (Fernsehserie, Episode 4x8)